# Celtic Park (Derry)
Ne doit pas être confondu avec Celtic Park ou Celtic Park (Belfast).
Le Celtic Park (en gaélique Páirc na gCeilteach) est le principal stade de sports gaéliques de la ville de Derry, dans le comté de Derry en Ulster.
Il est l'enceinte des équipes de Football gaélique et de Hurling du comté de Derry, certaines rencontres se disputant également au Watty Graham Park de Maghera ou encore au Dean McGlinchey Park de Draperstown, considérés comme les stades secondaires du comté.
Ce stade accueille chaque année les finales des championnats de clubs en hurling et football gaélique du Comté de Derry.

## Historique
Ce stade était initialement utilisé par l'équipe de football de Derry Celtic, ancêtre du Derry City Football Club entre 1894 et 1913 pour y disputer ses rencontres de championnat d'Irlande, le board de Derry GAA ne devint propriétaire du terrain qu'à partir de 1943.
Le Celtic Park était déjà le théâtre de matchs inter-comté dans les années 1930, même si le Dean McGilnchey Park accueillait la plupart des rencontres du Derry GAA, ce n'est qu'à partir des années 1990 que le stade s'imposa comme l'antre de prédilection du comté.

## Rénovations récentes
Des projecteurs furent érigés dans le courant de la saison 2007/2008, la première utilisation officielle du nouvel éclairage eu lieu lors du match de National Football League opposant Derry à Tyrone, le 5 avril 2008
La capacité du stade est réduite pour raisons de sécurité à 13,000 entre 2006 et 2008.
La plus récente et plus importante entreprise de rénovation du Celtic Park est intervenu en 2008, elle a vu la tribune de Lone Moor Road s'équiper intégralement de places assises, portant la capacité de la tribune à 3,600 et celle du stade à 20,000. Outre l'accroissement de la capacité d'accueil du stade, la tribune principale se dote d'une salle de contrôle, d'une nouvelle salle de presse-TV et de portes d'entrées supplémentaires, l'accès aux personnes handicapés est également amélioré.
Durant la durée des travaux, l'équipe de Derry GAA dispute ses rencontres de National Football League 2009 dans ses stades secondaires du Dean McGlinchey Park ou du Watty Graham Park de Maghera. 
Les travaux sont achevés à temps pour la campagne de All Ireland 2009, et le quart de finale d'Ulster entre Derry et Monaghan le 24 mai 2009.

## Accès Celtic Park
- Plan d'accès au Celtic Park